# Майдан-Козловецький
Майдан-Козловецький (пол. Majdan Kozłowiecki) — село в Польщі, у гміні Любартів Любартівського повіту Люблінського воєводства.
Населення — 116 осіб (2011).

## Демографія
Демографічна структура станом на 31 березня 2011 року:
|          | Загалом | Допрацездатний вік | Працездатний вік | Постпрацездатний вік |
| -------- | ------- | ------------------ | ---------------- | -------------------- |
| Чоловіки | 58      | 12                 | 40               | 6                    |
| Жінки    | 58      | 10                 | 31               | 17                   |
| Разом    | 116     | 22                 | 71               | 23                   |